# Moarköpfl
Der Moarköpfl ist ein 1793 m ü. A. hoher Berg in der Obersteiermark, der zu den Rottenmanner und Wölzer Tauern innerhalb der Niederen Tauern gehört und die Gemeinden Pölstal und Oberwölz begrenzt. Der Gipfel liegt südlich des höheren Schönbergs.

## Touristische Bedeutung
Eine Route zum Skibergsteigen vom Restaurant Futtertrögl über das Dorf Lachtal führt zum Moarköpfl und dann zum Schönberg. Diese Route ist 4,2 Kilometer lang und gilt je nach Route als leicht bis mittel. Ein Rundweg als Wanderung im Lachtal führt über das Moarköpfl. Bei dieser Runde werden auch die Klosterneuburger Hütte, das Tanzstattkircherl, der Kleine Zinken, der Hohe Zinken, der Niedere Zinken und das Restaurant Grossa Almstadl besucht.